# Decembrie 1997
Acest articol este generat integral pe baza informațiilor din articolul 1997 și este actualizat periodic de un robot.
 Editările făcute în articol vor fi șterse la următoarea actualizare! Dacă doriți să faceți modificări, editați articolul-sursă.

ianuarie -
februarie -
martie -
aprilie -
mai -
iunie -
iulie -
august -
septembrie -
octombrie -
noiembrie -
decembrie
Decembrie 1997 a fost a douăsprezecea lună a anului și a început într-o zi de luni.

## Evenimente
- 11 decembrie: Este adoptat acordului privind reducerea emisiilor de gaze cu efect de seră, la Conferința ONU de la Kyoto, Japonia.
- 17 decembrie: A început să emită postul privat de televiziune „Prima TV”.
- 22 decembrie: După ce Adrian Severin afirmase cu câteva luni în urmă că la conducerea unor publicații și partide românești se află persoane în slujba unor servicii secrete străine, CSAT dă un comunicat pe baza rapoartelor SRI și SIE conform căruia „nu s-au găsit elemente de natură să susțină” afirmația acestuia.[1]
- 23 decembrie: Adrian Severin își dă demisia din funcția de ministru de Externe. PD propune ca Andrei Pleșu să fie viitorul ministru de Externe.
- 29 decembrie: La cererea premierului Victor Ciorbea, Traian Băsescu, ministrul Transporturilor, își anunță demisia din funcție. Băsescu criticase în mass-media nesiguranța guvernului în aplicarea reformelor, ritmul lent al acestora și al adoptării legilor necesare reformelor, întârzierea privatizării și chiar proasta organizare a ședințelor de guvern.[2]
- 30 decembrie: Generalii Victor Atanasie Stănculescu și Mihai Chițac sunt inculpați ca principali responsabili pentru organizarea represaliilor armatei a manifestațiilor anticomuniste de la Timișoara din decembrie 1989. Doi ani mai târziu vor fi condamnați la 15 ani de închisoare.

## Nașteri
- 6 decembrie: Cătălin Caragea, cântăreț și compozitor, vocalist al trupei “7 Klase” (d. 2020)
- 13 decembrie: Karmen (Silvia Claudia Simionescu), cântăreață română de muzică pop și R&B
- 16 decembrie: Zara Maria Larsson, cântăreață și compozitoare suedeză
- 21 decembrie: Charlie Tahan, actor american de film

## Decese
Stéphane Grapelli, 89 ani, violonist francez (n. 1908)
Ștefan-Marius Milcu, 94 ani, medic, biolog și antropolog român, membru titular al Academiei Române (n. 1903)
Eugen Ciceu (aka Eugen Cicero), 57 ani, pianist german născut în România (n. 1940)
Vasile Copilu-Cheatră, 85 ani, poet, eseist, nuvelist român (n. 1912)
Léon Poliakov, 87 ani, istoric francez (n. 1910)
Claude Roy, scriitor francez (n. 1915)
Ermil Nichifor, 81 ani, medic nefrolog român (n. 1916)
Christopher Crosby Farley, 33 ani, actor american (n. 1964)
Ion Vlasiu, scriitor român (n. 1908)
Corneliu Baba, 91 ani, pictor român, membru titular al Academiei Române (n. 1906)
Jim Gibbons, 73 ani, politician irlandez (n. 1924)
Liviu Macoveanu, 75 ani, inginer și scriitor român (n. 1922)
Toshirō Mifune, 77 ani, actor japonez, de etnie chineză (n. 1920)
Myriam Marbé, 66 ani, muziciană română (n. 1931)
Cahit Arf, 87 ani, matematician turc (n. 1910)
Mircea Veroiu, 56 ani, regizor român (n. 1941)
Ion Anghel, actor (n. 1928)